# Richard Ashworth
Pour les articles homonymes, voir Ashworth.
Richard Ashworth, né le 17 septembre 1947 à Folkestone, est un homme politique britannique, membre du Parti conservateur.
Il est député européen de 2004 à 2019 et leader des conservateurs au Parlement européen entre mars 2012 et novembre 2013.

## Biographie
M. Ashworth a fait ses études à la King's School de Canterbury et a étudié l'agriculture et la gestion au Seale-Hayne College dans le Devon. Il a été président d'un établissement d'enseignement supérieur (Plumpton dans l'East Sussex) pendant un certain nombre d'années et a siégé dans plusieurs organismes publics du secteur de l'éducation. Il s'intéresse à la musique, au théâtre, au sport, à l'aviation et à la campagne.
Il a été le candidat parlementaire conservateur pour le North Devon en 1997, et pour la circonscription du South East lors des élections européennes de 1999.